# Zyras planifer
Zyras planifer är en skalbaggsart som först beskrevs av Thomas Casey 1893.  Zyras planifer ingår i släktet Zyras och familjen kortvingar. Inga underarter finns listade i Catalogue of Life.